# John Bosco Manat Chuabsamai
John Bosco Manat Chuabsamai (en thaï : ยอห์น บอสโก มนัส จวบสมัย), né le 31 octobre 1935 à Bang Nok Khwaek et mort le 20 octobre 2011 à Amphoe Ban Pong (province de Ratchaburi), est un prélat catholique thaïlandais.

## Biographie
Après avoir étudié la philosophie et la théologie au séminaire des Salésiens de Madras (Inde) pendant 7 ans, ce qui explique son prénom de Jean Bosco, fréquent chez les prêtres de son diocèse. Il est ordonné prêtre le 10 mai 1961 et travaille à différents postes (paroisses, écoles, séminaires) dans le diocèse de Ratchaburi. En 1976-1977, il étudie à l'université catholique d'Amérique à Washington et obtient une maîtrise en philosophie; puis commence à enseigner au grand séminaire Lux Mundi pendant 8 ans. En 1984, il est nommé recteur de cet établissement, le seul grand séminaire de Thaïlande, qui compte à l'poque entre 120 et 130 séminaristes, issus des 10 diocèses thaïlandais. 
Le 25 novembre 1985, il est nommé évêque de Ratchaburi, en remplacement de feu Mgr Joseph Ek Thabping. Il est consacré le 6 janvier 1986 par le pape Jean-Paul II à Rome, en même temps que 6 autres évêques dont Mgr Donald Wuerl. Il est chargé pendant 12 ans du dialogue œcuménique et intereligieux par la Fédération des Conférences des Évêques Asiatiques. Mgr Manat explique que dans le contexte asiatique, le dialogue antireligieux est vu comme un moyen d’évangélisation - cependant s'il cela favorise la coexistence pacifique, le dialogue interreligieux ne se montre pas efficace en termes de conversions.
Mgr Manant a célébré la messe traditionnelle jusqu'en 1970, puis la nouvelle messe, avant son retour à la Tradition liturgique.
En mai 1993, lors d'une visite à Manille aux Philippines, Mgr Manat entre en contact avec la Fraternité Saint-Pie X, sous l’influence de Mgr Salvador Lazo En avril 2000, il rencontre le Supérieur général de cette  Fraternité, Mgr Bernard Fellay. En 2001, il a visité de nombreuses chapelles de la Fraternité Saint-Pie X aux États-Unis, tout en précisant que ses contacts n'engageaient pas son diocèse. Il a démissionné de son poste d'évêque de Ratchaburi le 24 juillet 2003